# Marcin Olszyński

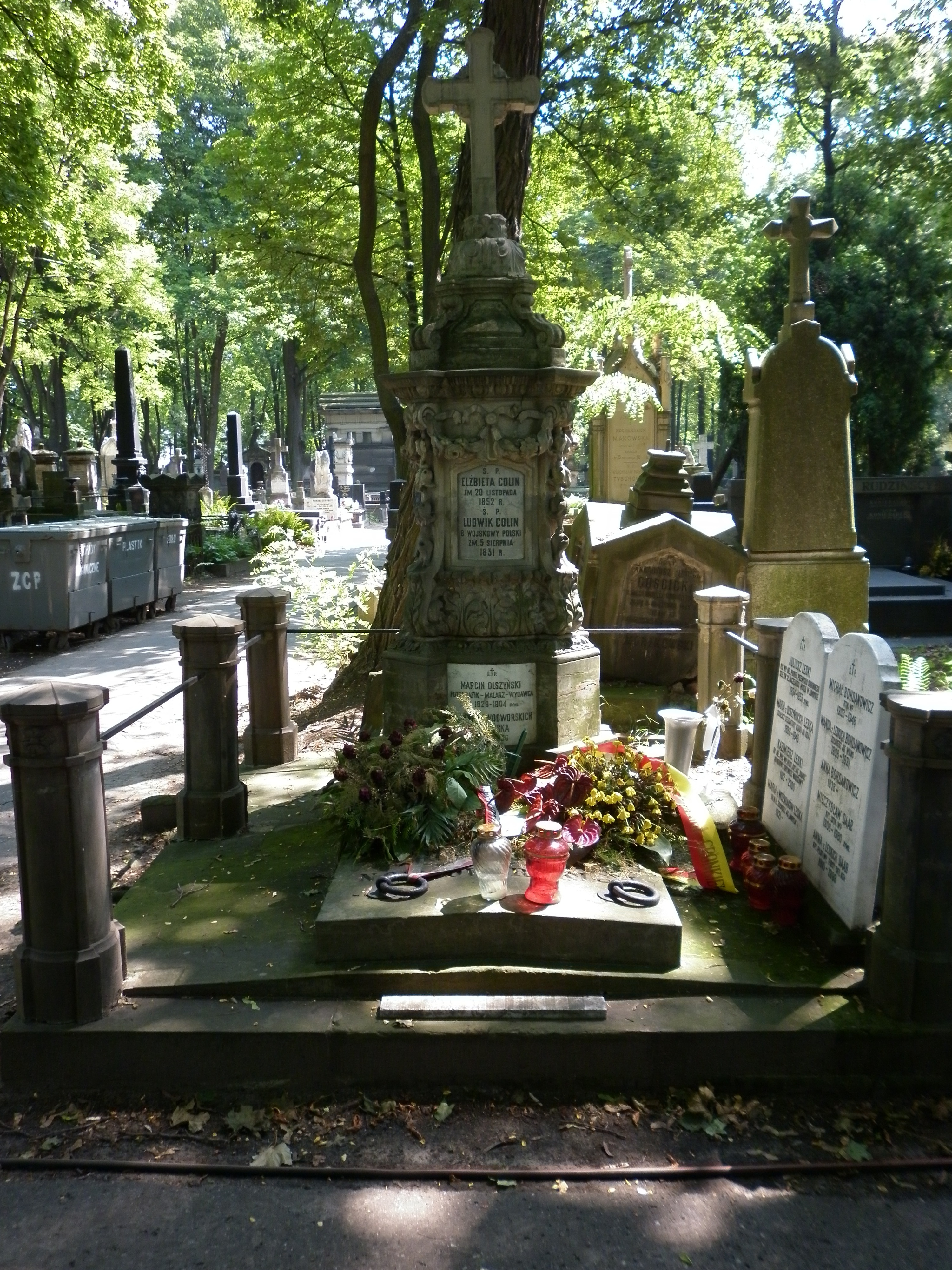
Grób Marcina Olszyńskiego na cmentarzu Powązkowskim

Marcin Olszyński herbu Pniejnia, pseudonim X (ur. 1829 w Warszawie, zm. 5 lipca 1904 tamże) – polski malarz, rysownik, fotograf i publicysta. Współzałożyciel i członek Towarzystwa Zachęty Sztuk Pięknych w Warszawie, jeden z pierwszych warszawskich fotografików zawodowych, kustosz Muzeum Przemysłu i Rolnictwa.

## Życiorys
Naukę rysunku pobierał w Szkole Sztuk Pięknych. W latach 1850–1860 przewodził warszawskiej cyganerii malarskiej (Malarii).
W latach 1850–1860 Franciszek Kostrzewski wykonał ok. dwustu akwarel i rysunków do siedmiu albumów Olszyńskiego. Przedstawiały one m.in. obraz życia mieszkańców Warszawy oraz scenki obyczajowe z podróży po kraju. Marcin Olszyński pobierał również u Kostrzewskiego lekcje rysunku.
W latach 1865–1885 był kierownikiem artystycznym tygodnika „Kłosy”. Publikował w nim również własne artykuły (m.in. na temat fotografii i prasoznawstwa) oraz rysunki. Był redaktorem wielu ilustrowanych wydawnictw okolicznościowych.
Współpracował z Karolem Beyerem dla którego w 1861 wykonał zdjęcie pięciu poległych. W 1865 razem z nim otworzył zakład fotograficzny zlokalizowany przy ul. Nowy Świat. Natomiast w 1873 r. otworzył własny zakład o nazwie Prim przy ul. Senatorskiej. Następnie przy Krakowskim Przedmieściu otworzył zakład fotograficzny i światłodrukarski o nazwie Świetlik.
Jest pochowany na cmentarzu Powązkowskim (kwatera 24-6-1/2).